# Adriaan Vlok
Adriaan Vlok, né le 11 décembre 1937 à Sutherland (Union d'Afrique du Sud) et mort le 8 janvier 2023 à Centurion, est un homme politique sud-africain, membre du Parti national, vice-ministre de la Défense de 1984 à 1986, ministre de la Loi et de l'Ordre de 1986 à 1991, puis ministre des Services correctionnels de 1991 à 1994 dans les gouvernements de Pieter Botha et Frederik de Klerk.
Il est l’un des rares ministres des gouvernements sud-africains de Pieter Botha et de Frederik de Klerk à avoir témoigné devant la Commission vérité et réconciliation, à regretter les exactions commises au nom de l'apartheid et avoir demandé l'amnistie pour son implication dans l'attentat à la bombe contre le siège du Conseil sud-africain des Églises et contre le siège de la Cosatu en 1988. 
En 2007, Vlok a plaidé coupable et été condamné à 10 ans de prison avec sursis pour son implication dans une tentative de meurtre en 1989 sur Frank Chikane, alors militant anti-apartheid.
A la manière d'un chrétien repenti, il a passé ses dernières années de vie en cherchant une forme de rédemption, tentant d'expier en lavant par exemple les pieds de certaines de ses victimes, tels que Chikane et les veuves de jeunes militants anti-apartheid tués à Mamelodi en 1986 par les forces de sécurité de la police, ou en apportant de l'aide aux familles dans le besoin du township d'Olievenhoutbosch.

## Biographie

### Origines, études et carrière professionnelle
Adriaan Vlok est né en 1937 à Sutherland au Cap. Fils de Betty Oliver et de Nicolaas Vlok, il grandit dans une petite ferme près de la rivière Orange.
Après une scolarité sans histoire au lycée de Keimos et 3 mois de formation militaire, il doit renoncer aux études de droit qu'il espérait poursuivre et que ses parents ne peuvent pas financer. Il obtient alors, en 1957, un emploi de fonctionnaire au bureau du magistrat de la ville d'Upington.
De 1959 à 1966, il travaille à Pretoria comme commis au classement au ministère de la Justice à Pretoria tout en poursuivant alors des études de droit à l'université de Pretoria pour devenir avocat (1962).
En 1966, Adriaan Vlok est pendant quatre mois le secrétaire privé de Petrus Cornelius Pelser, le ministre de la Justice avant de devenir l'adjoint du secrétaire de John Vorster, le Premier ministre. C'est à partir de cette période que Vlok commence à participer activement à la politique nationale. En 1970, il démissionne de la fonction publique pour se lancer dans les affaires et rejoint également le service actif au sein de l'armée sud-africaine où il est promu au rang de lieutenant dans le régiment Oranjerivier.

### Carrière politique
En 1959, Adriaan Vlok adhère au Parti national (NP) alors au pouvoir et commence à s’impliquer localement dans la vie interne du parti, présidant à la fin des années 1960, la branche du parti national à Verwoerdburg (section Hertzog). De 1970 à 1974, il est président du conseil de division de la circonscription de Pretoria.
En 1972, il est élu au conseil municipal de Verwoerdburg et siège à son comité de gestion.
En 1974, Vlok est élu député de Verwoerdburg, et réélu en 1977, 1981, 1987 et 1989.

#### Ministre des gouvernements Botha et de Klerk (1984-1994)
Le 17 septembre 1984, Adriaan Vlok est nommé vice-ministre de la Défense dans le gouvernement de Pieter Botha.
Le 14 janvier 1985, il devient vice-ministre de la Loi et de l'Ordre, fonction qu'il occupe conjointement avec celui de vice-ministre de la Défense.
En décembre 1986, il est enfin promu ministre de la Loi et de l'Ordre alors que le pays est sous état d'urgence. Son ministère sera durant cette période responsable de la répression de la révolte anti-apartheid et de la détention d'environ 30 000 personnes, dont pas moins de 15 000 détenues lors de l'état d'urgence,.  Fervent défenseur de l’apartheid, Vlok supervise notamment dans ces fonctions des attentats à la bombe contre le Conseil sud-africain des Églises et contre la COSATU,. 
En février 1988, Adriaan Vlok fait placer sous surveillance 17 organisations extra-parlementaires. Parmi celles-ci : la « United Democratic Front » (vitrine de l'ANC interdite), la « National Education Crisis Committee », la « Release Mandela Campaign », l'association civique de Soweto, le congrès de la jeunesse sud-africaine et l'organisation du peuple d'Azanie (AZAPO).
En 1989, alors que le nombre de détenus a considérablement baissé, plus de 300 interpellés organisent une grève de la faim. Vlok gère le dossier et à cette occasion prend des contacts officiels avec des représentants des églises noires comme Desmond Tutu, l'archevêque anglican du Cap aboutissant à leur remise progressive en liberté.
Adriaan Vlok est confirmé dans le nouveau gouvernement formé par Frederik de Klerk en septembre 1989, dans lequel il représente l'aile droite du Parti national au côté de Magnus Malan, le ministre de la défense En tant que membre du Conseil de sécurité de l'État, Vlok est mis en cause à la fin de l'année 1989 par la presse sud-africaine pour avoir participé à la planification et la mise en œuvre de mesures répressives, notamment des escouades policières, des attentats à la bombe et des assassinats de militants anti-apartheid. Devant le scandale, le président de Klerk met sur pied une commission d'enquête interne. Si ses conclusions ne sont pas publiées, des mandats d'arrêt sont délivrés contre les policiers qui ont déjà reconnu leurs implications comme ceux qui ont participé à l'assassinat de l'avocat Griffiths Mxenge. La commission nommée ensuite pour mener des enquêtes sur les assassinats politiques n'appelle pas néanmoins Vlok à témoigner sur sa connaissance des escadrons de la mort organisés au sein de la police. 
En mai 1990, Vlok participe aux premiers pourparlers avec la délégation de l'ANC (légalisée en février) à Groote Schuur. 
En 199O, il rencontre au Cap Eugène Terre'Blanche, le leader para militaire et extrémiste du Mouvement de résistance afrikaner (Afrikaner Weerstandsbeweging) dont les menaces et les actions de démonstrations inquiètent le gouvernement,. 
À la suite du scandale concernant l'existence d'une "troisième force" au sein des forces de sécurité et plus particulièrement le financement illégal de l'Inkatha afin de mener des actions violentes pour déstabiliser l'ANC, Vlok est mis sur la sellette par la presse. Le président de Klerk le soutient dans un premier temps et refuse de le démissionner, malgré les demandes de l'ANC (avril 1991). Cependant, à la fin de juillet 1991, le cabinet est remanié et Vlok hérite du ministère moins sensible des prisons. 
En 1994, Adriaan Vlok ne se représente pas et quitte la vie politique.

### La repentance pour l'apartheid et ses exactions
Fortement marqué par le suicide de son épouse (dépressive) en 1994, il devient progressivement un born-again Christian, préoccupé par le Jour du Jugement dernier.
Le 20 juillet 1998, Adriaan Vlok est l'un des seuls ministres des Cabinets sud-africains des gouvernements en activité sous l'apartheid à témoigner volontairement devant la Commission vérité et réconciliation. Durant son audition, il accuse PW Botha et FW de Klerk d'avoir été au courant des campagnes de déstabilisation violente visant l'ANC,  menées par les services secrets et la police. L'un des rares anciens ministres avec Piet Koornhof à admettre et à regretter les exactions commises au nom des gouvernements sud-africains de l'apartheid, Vlok reconnait aussi des crimes commis sous sa responsabilité comme l'attentat à la bombe contre le siège du Conseil sud-africain des Églises et le siège de la Cosatu en 1988 ce qui lui permet d'être amnistié pour ces faits.
Le 1er août 2006, dans un geste de contrition et de réconciliation, à la manière de Jésus Christ et dans la logique de sa nouvelle naissance de chrétien repenti, il se présente aux Union Buildings pour laver les pieds de Frank Chikane, le directeur général de la présidence sud-africaine et l'une de ses anciennes victimes :

« J’ai rencontré le Seigneur Jésus et il a changé ma vie. Je comprends aujourd’hui que la haine de mon prochain ne vient pas de Dieu. J’ai demandé pardon à Jésus-Christ qui est mort sur la croix pour mes péchés. Et je demande également pardon à tous ceux qui ont été victimes de mes ordres pendant que j’étais responsable de la sécurité intérieure et davantage pour le rôle que j’ai joué dans le gouvernement ségrégationniste »

Le président Thabo Mbeki se déclara fortement ému par ce geste chrétien. Ses détracteurs affirmèrent que le geste de Vlok était une simple tactique destiné à éviter de révéler l'ampleur des abus commis par les forces de police. Adriaan Vlok déclara que le révérend Chikane, ayant été une cible répétée des autorités sud-africaines durant l'apartheid, il l'avait choisi comme symbole des victimes de cette époque. Ainsi en 1989, Vlok avait été le responsable de la tentative de meurtre dont le révérend avait fait l'objet : ses sous-vêtements avaient été imprégnés d'une substance toxique, le paraoxone (un organo-phosphate), qui, par contact avec la peau, pouvait être mortelle. Vlok n'a cependant jamais reconnu avoir été au courant des détails de l'opération et seulement donné des directives ainsi que pour d'autres opérations.
En juillet 2007, au côté de son ancien chef de la police, le général Johan Van der Merwe et de trois policiers, Adriaan Vlok est néanmoins inculpé pour la tentative de meurtre du révérend Frank Chikane. Le 17 août 2007, alors que les cinq hommes ont plaidé coupable dans le cadre d'un accord avec l'État (Vlok reconnaissant avoir donné l'ordre de tuer Chikane), la Haute Cour de Pretoria condamne l'ancien ministre  et le général Van der Merwe à dix ans de réclusion avec sursis et les trois policiers à cinq ans de réclusion avec sursis. Pendant le procès, Adriaan Vlok demanda que le même traitement soit accordé aux membres de forces de sécurité des gouvernements d'apartheid et de l'ANC, s'indignant « des poursuites sélectives » des autorités judiciaires. À la sortie du tribunal, lors d'une conférence de presse commune avec le général Van der Merwe, les deux hommes expliquèrent leur soutien personnel au système ségrégationniste par la peur que leur inspirait alors le communisme et son assimilation avec les organisations nationalistes noires.
Constamment, Vlok affirmera qu'il ne connaissait pas les détails des opérations policières et qu'il ne savait rien des escouades policières de Vlakplaas. Ayant toutefois reconnu avoir signé à l'époque des lettres de félicitations à des policiers, qui seront accusés plus tard d'avoir commis des meurtres dans le cadre de leur activité pour l’État, il lave les pieds, en 2009, de 13 anciens policiers pour s'excuser de les avoir menés sur "la mauvaise voie", y compris les pieds d'Eugene de Kock.
Par la suite, toujours dans sa quête chrétienne de rédemption, Vlok s'investit dans l'aide aux familles et aux personnes handicapées du township d'Olievenhoutbosch, situé dans la banlieue de Pretoria, y distribuant de la nourriture. Il hébergea également chez lui un jeune entrepreneur noir, une famille blanche de sans-abris et un ancien prisonnier, condamné pour meurtre,.

### Mort
Adriaan Vlok meurt le 8 janvier 2023 à l'âge de 85 ans à l'hôpital Unitas de Centurion en Afrique du Sud.

### Famille
Marié avec Cornelia Johanna, Adriaan Vlok a eu deux fils et une fille.
En juillet 1994, Cornelia Vlok se suicide avec une arme à feu et décède à l’hôpital Unitas de Verwoerdburg. Elle avait 52 ans.
En 1996, Adriaan Vlok se remarie en secondes noces avec Antoinette du Plessis, ex-femme de l'ancien ministre Barend du Plessis.